# ディック・イスラエル
ディック・イスラエル（Dick Israel、本名: Ricardo Vizcarra Michaca、1947年11月10日 - 2016年10月11日）はパンパンガ州ポラック出身のフィリピンの映画俳優。脚本作もある。
身長170 cm。メトロ・マニラのカローカンで病死した。
別のクレジット名義として『怒りのコマンドー』（1988年/未/ビデオ）で用いたディック・アイザック（Dick Isaac）がある。

## 経歴・人物

### 俳優としての特徴
1970年からの2014年の40余年のキャリアで映画、TV作品含めて384作品出演したとインターネット・ムービー・データベースにある。その殆どが日本では劇場未公開で、ごく一部がVHS化されるにとどまる。しかし、本国では個性派の脇役俳優として親しまれ、善悪問わずに様々な役どころを演じた。
1988年のメトロ・マニラ映画祭では『パトロールマン』（1988年/未ソフト化）に於いて最優秀助演男優賞に輝き、1995年のFAMAS賞では『カント・ボーイ2』（1994年/未ソフト化）に於いて最優秀助演男優賞を獲得し、演技派としての一面を覗かせる。

### 疑似米国映画への出演
1970年代から既に米国映画の模倣作や海外市場向けの作品は製作されていたが、ここではVHSとして流通した1980年代の作品を採り上げる。
シルヴァー・スター・フィルム社の前身とも言えるキナヴェサ・インターナショナル製作のベトナム戦争映画『地獄の特攻隊』（1983年/未/ビデオ）では七人の戦闘プロの一員を演じ、米国俳優のリチャード・ハリスンが主演で、NHK大河ドラマ『黄金の日日』（1978年）にも出演したヴィック・ヴァルガスが配役トップだった。他にも、シルヴァー・スター・フィルム社の『地獄の処刑人』（1984年/未/ビデオ）でハリスンと再共演した。1988年にはシルヴァー・スター・フィルム社系のシルヴァー・スクリーン・インターナショナル製作の『怒りのコマンドー』（未/ビデオ）でディック・アイザックの変名で出演し、監督のジュン・ガラルドもジョン・ゲールを名乗った。

## 出演
- 『地獄の特攻隊』（1983年/未/ビデオ）（東映/東北新社から発売済み）ジュン・ガラルド監督、テディー・チウ（テディー・ページ）助監督、ヴィック・ヴァルガス、リチャード・ハリスン、アンソニー・アロンソ、ジム・ゲインズ、ドン・ゴードン（ドン・ゴードン・ベル）、ロバート・リー（ロバート・ミラー）、ロマーノ・クリストフ、ベンボール・ロコ、テッチー・アグバヤーニ出演
- 『地獄の処刑人』（1984年/未/ビデオ）（東宝から発売済み）テディー・ページ監督、リチャード・ハリスン、マイク・モンティ、ハイメ・ゲインズ（ジム・ゲインズ）出演
- 『プラトーン・コマンド/地獄のレクイエム』（1984年/未/ビデオ）（日本コロムビアから発売済み）ヴィットリオ・デ・ロメロ、ジュン・ガラルド（クレジット無し）共同監督、ウォーレン・フレミング、ジョーニー・ガンボア、ヴィック・ディアス、マイク・モンティ、スティーヴ・ロジャース出演
- 『地獄の戦士/ブラック・ファイア』（1985年/未/ビデオ）（松竹から発売済み）テディー・ページ監督、ロン・クリストフ（ロマーノ・クリストフ）、ジム・ゲインズ、レイ・ヴァーナル（ルエル・ヴァーナル）出演
- 『秘められた悦楽』（1985年）（日本コロムビアから発売済み）ジェット・C・エスピリート監督
- 『サンレイ・ポイントの略奪』（1985年/未ソフト化）ルディー・フェルナンデス出演
- 『マジック・オブ・ユニバース/魔獣世紀』（1985年/未/ビデオ）（徳間コミュニケーションズから発売済み）タータ・エステバン監督、ミカエル・デ・メサ、タニア・ゴメス出演
- 『ダーク・ミッション/怒りの銃弾』（1987年/未/ビデオ）（徳間ジャパンから発売済み）ベン・ヤルン監督
- 『パトロールマン』（1988年/未ソフト化）チェザール・S・B・アベラ監督、バルド・マッロ、メリッサ・メンデス出演
- 『怒りのコマンドー』（1988年/未/ビデオ）（CIC/ビクターから発売済み）ジョン・ゲール（ジュン・ガラルド）監督、レブ・ブラウン、シャノン・トゥイード、マイク・モンティ、アンソニー・カルデロン（トニー・カレオン）出演
- 『カント・ボーイ2』（1994年/未ソフト化）アウグスト・サルヴァドール監督、イアン・ヴェネラシオン出演
- 『ウォーター・ウォーズ』（2014年/未ソフト化）ジム・ウィノースキー、シリオ・H・サンティアゴ共同監督